# 511

## Починали
- 27 ноември – Хлодвиг I, крал на франките